# Robert Ievdokimov
Robert Guennadievitch Ievdokimov (en russe : Роберт Геннадьевич Евдокимов) est un footballeur et entraîneur russe né le 27 février 1970 à Nijnekamsk.
Il passe la majeure partie de sa carrière dans la ville de Brejnev, ensuite renommée Naberejnye Tchelny, où il évolue d'abord au Turbina pour ses débuts professionnels en 1987 avant de jouer au Kamaz pendant dix saisons entre 1988 et 1998, ainsi qu'un bref passage en 2003. En dehors de ce club-là, son parcours est marqué par de nombreux mouvements de clubs, notamment dans les divisions inférieures, avant de mettre un terme à sa carrière à l'Alnas Almetievsk en 2004.
Intégrant par la suite l'encadrement des équipes de jeunes du Kamaz entre 2005 et 2006, il prend son premier poste d'entraîneur en août 2006, étant engagé par l'Alnas, où il reste une année et demie avant de passer la saison 2009 au SOYOUZ-Gazprom Ijevsk. Il retourne par la suite au Kamaz où il prend le poste d'entraîneur principal en début d'année 2010. Après deux années au club, Ievdokimov part en fin d'année 2011 au Gazovik Orenbourg. Là-bas, il parvient à faire monter le club en deuxième division avant de l'amener à la première division en 2016. Il s'en va finalement à l'issue de la saison 2016-2017 après sa relégation. Il entraîne par la suite brièvement le club kazakh du Tobol Kostanaï en 2017 puis le Rotor Volgograd l'année suivante avant de diriger le FK Nijni Novgorod entre octobre 2019 et mai 2021 puis le Kouban Krasnodar d'octobre 2021 à novembre 2022.

## Biographie

### Carrière de joueur
Natif de Nijnekamsk, c'est dans cette ville qu'Ievdokimov effectue ses premières années à l'école de sport locale. Il étudie également au sein de l'école de sports de Volgograd entre 1984 et 1988, y obtenant un diplôme.
Il fait ses débuts professionnels à 17 ans en 1987 au sein du club du Turbina dans la ville de Brejnev, renommée Naberejnye Tchelny dès l'année suivante, où il joue quinze matchs pour cinq buts marqués en troisième division soviétique. Après une année dans l'autre équipe municipale du Torpedo, il part en 1989 pour le Rubin Kazan. Il n'y passe là encore qu'une seule saison avant de revenir au Torpedo, renommé entre-temps Kamaz pour la saison 1990. Il prend alors part à la rapide ascension de l'équipe, qui monte successivement en troisième division soviétique puis en deuxième division russe en 1992 avant d'atteindre le premier échelon lors de la saison 1993, s'imposant comme un titulaire régulier au sein de celle-ci avec 220 matchs joués entre 1990 et 1996, incluant six matchs de Coupe Intertoto.
Ses performances avec le Kamaz lui valent d'être recruté par le Spartak Moscou, tenant du titre et nettement dominateur sur le plan domestique, pour la saison 1997. Son passage est cependant bref et décevant, notamment du fait de la forte concurrence en milieu de terrain, Ievdokimov partant dès la mi-saison après seulement six matchs joués pour un but marqué contre son ancienne équipe. Cette brève pige lui vaut tout de même d'être titré champion de Russie pour la saison, bien que l'intéressé lui-même ne le reconnaît aucunement, disant qu'il « était là, mais n'a pas joué ».
Il revient alors au Kamaz pour la fin de saison, mais ne peut empêcher la relégation du club, plombé par les difficultés financières, à la fin de l'année. Restant pour le début de la saison 1998, il part finalement au Saturn Ramenskoïe où il remporte le championnat en fin d'exercice. Transféré au Krylia Sovetov Samara pour le début d'année 1999, il ne reste là encore qu'une demi-saison avant de quitter définitivement la première division pour rejoindre le Neftekhimik Nijnekamsk en troisième division. Sa fin de carrière consiste par la suite en une multitude de brèves piges dans plusieurs équipes différentes, nommément l'Energia Tchaïkovski, le Gazovik-Gazprom Ijevsk, l'Alnas Almetievsk ainsi qu'un bref retour au Kamaz. Ievdokimov met finalement un terme à sa carrière de joueur à l'Alnas à l'âge de 34 ans en fin de saison 2004.

### Carrière d'entraîneur
Peu après la fin de sa carrière, Ievdokimov est recruté au sein de l'encadrement des équipes de jeunes du Kamaz Naberejnye Tchelny en 2005, devenant brièvement entraîneur de la réserve au sein de la quatrième division. Il connaît sa première expérience d'entraîneur principal à partir du mois d'août 2006 avec son engagement au Alnas Almetievsk en troisième division. Il y reste une saison et demie avant de s'en aller après la dissolution de l'équipe à l'issue de la saison 2008. Il part ensuite au SOYOUZ-Gazprom Ijevsk, qu'il amène à la troisième place du groupe Oural-Povoljié lors de l'exercice 2009.
Il fait son retour au Kamaz, qui évolue alors en deuxième division, dans le cadre de la saison 2010. Après avoir amené l'équipe à la quatrième place du championnat, à cinq points des places de promotion, il est nommé meilleur entraîneur de la deuxième division. La saison suivante voit le club, en difficulté financièrement, revendre la plupart de ses joueurs pour les remplacer par des jeunes de son centre de formation. Les résultats de début de championnat sont dans un premier temps très probants, avec une première place au mois de septembre, avant de retomber lors des derniers mois, amenant l'équipe à terminer neuvième et hors du groupe de promotion. Les problèmes financiers du club s'empirent par ailleurs dans le même temps et Ievdokimov décide finalement de s'en aller à la fin du mois de novembre pour rejoindre le Gazovik Orenbourg.
Reprenant une équipe en difficulté et se classant parmi les relégables, il ne parvient pas à inverser la tendance malgré une deuxième partie de saison très positive, et est finalement relégué en raison des confrontations directes avec le Baltika Kaliningrad. Il est par la suite maintenu dans ses fonctions et parvient à remporter le groupe Oural-Povoljié de troisième division dès la saison suivante, n'enregistrant notamment qu'une seule défaite en vingt-huit matchs. Les deux exercices suivants voient le Gazovik se classer comme un prétendant sérieux à la promotion en première division, enchaînant deux places de cinquième d'affilée tandis que l'équipe atteint les demi-finales de la Coupe de Russie en 2015 avant d'être éliminée aux tirs au but par le Lokomotiv Moscou, futur vainqueur. La saison 2015-2016 voit finalement le club remporter aisément la deuxième division et être promu au premier échelon pour la première fois de son histoire. L'exercice suivant s'avère cependant plus difficile, l'équipe n'arrivant pas à décrocher des dernières places et finissant finalement treizième avant d'être vaincue à l'issue du barrage de relégation face au SKA-Khabarovsk. À la suite de cette défaite, Ievdokimov quitte Orenbourg au début du mois de juin 2017.
Son inactivité est cependant brève, et il est engagé dès le début du mois de juillet au sein du club kazakh du Tobol Kostanaï, qu'il reprend en milieu de saison. Après avoir amené l'équipe à une cinquième place en championnat, son contrat n'est pas renouvelé et il s'en va à la fin du mois de novembre. Il est par la suite nommé à la tête du Rotor Volgograd en mai 2018. Après un début de saison 2018-2019 décevant voyant l'équipe se classer quinzième de deuxième division après vingt-quatre journées, il est renvoyé dès la fin du mois de novembre 2018.
Nommé entraîneur du FK Nijni Novgorod en octobre 2019, il amène dans un premier temps l'équipe à une place de onzième à l'issue d'une saison 2019-2020 abrégée par la pandémie de Covid-19 en Russie au mois de mars 2020. Alors que le club fait partie des favoris à la montée pour l'exercice suivant,, et malgré des débuts difficiles, les Nijégorodiens finissent par assumer ce statut avec notamment une série de 17 matchs sans défaite entre septembre et décembre 2020, et terminent champions d'automne au moment de la trêve hivernale. Cette dynamique vacille cependant après la reprise tandis que la concurrence du Krylia Sovetov Samara et du FK Orenbourg finissent par faire retomber le club en troisième position. En particulier, deux défaites décisives contre le Ienisseï Krasnoïarsk puis Orenbourg à la fin du mois d'avril 2021 éliminent presque entièrement Nijni Novgorod de la course à la promotion directe et aboutissent au renvoi de Ievdokimov à deux tours de la fin du championnat.
Le 16 octobre 2021, Ievdokimov prend la tête du Kouban Krasnodar, promu en deuxième division et classé dernier après peu avant la mi-saison. Son arrivée s'accompagne par un net regain de forme de l'équipe qui enchaîne quatre victoires de suite pour ses débuts et sort de la zone de relégation juste avant la trêve hivernale. Cette bonne dynamique se poursuit tout au long de la deuxième partie de saison tandis que le Kouban finit par se maintenir confortablement, terminant dans le milieu du classement. Ces performances valent notamment à Ievdokimov d'être nommé entraîneur du mois pour le mois d'avril 2022. Après un début d'exercice 2022-2023 plus compliqué qui voit le Kouban en difficultés dans la lutte pour le maintien, Ievdokimov est démis de ses fonctions le 16 novembre 2022 après l'élimination du club de la Coupe de Russie.

## Statistiques

### Statistiques de joueur
| Saison                | Club                       | Championnat           | Championnat | Championnat | Coupe(s) nationale(s) | Coupe(s) nationale(s) | Compétition(s) continentale(s) | Compétition(s) continentale(s) | Compétition(s) continentale(s) | Total | Total |
| Saison                | Club                       | Division              | M.          | B.          | M.                    | B.                    | Comp.                          | M.                             | B.                             | M.    | B.    |
| 1987                  | Turbina Brejnev            | D3                    | 15          | 5           | -                     | -                     | -                              | -                              | -                              | 15    | 5     |
| 1988                  | Torpedo Naberejnye Tchelny | D3                    | 24          | 1           | -                     | -                     | -                              | -                              | -                              | 24    | 1     |
| 1989                  | Rubin Kazan                | D3                    | 38          | 2           | -                     | -                     | -                              | -                              | -                              | 38    | 2     |
| Sous-total            | Sous-total                 | Sous-total            | 77          | 8           | -                     | -                     | -                              | -                              | -                              | 77    | 8     |
| 1990                  | Kamaz Naberejnye Tchelny   | D4                    | 29          | 5           | -                     | -                     | -                              | -                              | -                              | 29    | 5     |
| 1991                  | Kamaz Naberejnye Tchelny   | D3                    | 31          | 4           | 1                     | 0                     | -                              | -                              | -                              | 32    | 4     |
| 1992                  | Kamaz Naberejnye Tchelny   | D2                    | 32          | 4           | -                     | -                     | -                              | -                              | -                              | 32    | 4     |
| 1993                  | Kamaz Naberejnye Tchelny   | D1                    | 30          | 3           | 3                     | 0                     | -                              | -                              | -                              | 33    | 3     |
| 1994                  | Kamaz Naberejnye Tchelny   | D1                    | 24          | 5           | 2                     | 0                     | -                              | -                              | -                              | 26    | 5     |
| 1995                  | Kamaz Naberejnye Tchelny   | D1                    | 29          | 9           | 1                     | 0                     | -                              | -                              | -                              | 30    | 9     |
| 1996                  | Kamaz Naberejnye Tchelny   | D1                    | 31          | 5           | 1                     | 0                     | CI                             | 6                              | 1                              | 38    | 6     |
| Sous-total            | Sous-total                 | Sous-total            | 206         | 35          | 8                     | 0                     | -                              | 6                              | 1                              | 220   | 36    |
| 1997                  | Spartak Moscou             | D1                    | 4           | 1           | 2                     | 0                     | -                              | -                              | -                              | 6     | 1     |
| Sous-total            | Sous-total                 | Sous-total            | 4           | 1           | 2                     | 0                     | -                              | -                              | -                              | 6     | 1     |
| 1997                  | Kamaz Naberejnye Tchelny   | D1                    | 18          | 1           | 1                     | 0                     | -                              | -                              | -                              | 19    | 1     |
| 1998                  | Kamaz Naberejnye Tchelny   | D2                    | 12          | 1           | -                     | -                     | -                              | -                              | -                              | 12    | 1     |
| Sous-total            | Sous-total                 | Sous-total            | 30          | 2           | 1                     | 0                     | -                              | -                              | -                              | 31    | 2     |
| 1998                  | Saturn Ramenskoïe          | D2                    | 11          | 0           | 2                     | 0                     | -                              | -                              | -                              | 13    | 0     |
| 1999                  | Krylia Sovetov Samara      | D1                    | 15          | 0           | -                     | -                     | -                              | -                              | -                              | 15    | 0     |
| 1999                  | Neftekhimik Nijnekamsk     | D3                    | 13          | 3           | -                     | -                     | -                              | -                              | -                              | 13    | 3     |
| 2000                  | Energia Tchaïkovski        | D3                    | 21          | 5           | 1                     | 0                     | -                              | -                              | -                              | 22    | 5     |
| 2001                  | Neftekhimik Nijnekamsk     | D2                    | 27          | 1           | 2                     | 0                     | -                              | -                              | -                              | 29    | 1     |
| 2002                  | Gazovik-Gazprom Ijevsk     | D2                    | 12          | 0           | 1                     | 0                     | -                              | -                              | -                              | 13    | 0     |
| 2002                  | Alnas Almetievsk           | D3                    | 13          | 0           | -                     | -                     | -                              | -                              | -                              | 13    | 0     |
| 2003                  | Kamaz Naberejnye Tchelny   | D3                    | 14          | 0           | 2                     | 0                     | -                              | -                              | -                              | 16    | 0     |
| 2004                  | Alnas Almetievsk           | D3                    | 25          | 0           | 1                     | 0                     | -                              | -                              | -                              | 26    | 0     |
| Sous-total            | Sous-total                 | Sous-total            | 151         | 9           | 9                     | 0                     | -                              | -                              | -                              | 160   | 9     |
| Total sur la carrière | Total sur la carrière      | Total sur la carrière | 468         | 55          | 20                    | 0                     | -                              | 6                              | 1                              | 494   | 56    |

### Statistiques d'entraîneur
| Alnas Almetievsk         | 15 août 2006     | 2008             | 79  | 31  | 15  | 33  | 39,2 |
| SOYOUZ-Gazprom Ijevsk    | 2009             | 2009             | 32  | 18  | 4   | 10  | 56,3 |
| Kamaz Naberejnye Tchelny | 9 décembre 2009  | 28 novembre 2011 | 78  | 36  | 18  | 24  | 46,2 |
| FK Orenbourg             | 29 novembre 2011 | 1er juin 2017    | 192 | 100 | 56  | 36  | 52,1 |
| Tobol Kostanaï           | 7 juillet 2017   | 25 novembre 2017 | 15  | 6   | 4   | 5   | 40,0 |
| Rotor Volgograd          | 29 mai 2018      | 24 novembre 2018 | 25  | 6   | 11  | 8   | 24,0 |
| FK Nijni Novgorod        | 16 octobre 2019  | 4 mai 2021       | 54  | 32  | 9   | 13  | 59,3 |
| Kouban Krasnodar         | 15 octobre 2021  | 16 novembre 2022 | 44  | 17  | 12  | 15  | 38,6 |
| Total                    | Total            | Total            | 519 | 246 | 129 | 144 | 47,4 |

## Palmarès
Sous les couleurs du Spartak Moscou, Ievdokimov remporte le championnat de Russie en 1997. Il gagne également le championnat de deuxième division en 1998.
En tant qu'entraîneur, il remporte également la deuxième division en 2016 avec le FK Orenbourg.